# Palinòpsia
La palinòpsia és un fenomen poc freqüent que consisteix en la percepció reiterada d'imatges en un individu després de la desaparició de l'estímul visual que les va produir. El terme deriva de la paraula grega palin (de nou) i opsis (visió), de manera que literalment significa veure de nou.
Les persones que presenten aquest símptoma veuen de forma recurrent imatges o escenes que van presenciar hores o dies abans. Tècnicament és un fenomen que es considera un tipus d'al·lucinació, encara que es diferencia clarament de les que apareixen en certes malalties mentals com l'esquizofrènia, entre altres raons perquè no ocasionen una resposta emocional tan intensa per part del pacient que les identifica amb claredat com a escenes de la seva vida quotidiana que es repeteixen de forma reiterada com si fossin ressons visuals. No obstant això algunes persones sí que poden presentar ansietat o angoixa després d'experimentar el fenomen.
És causada generalment per una lesió al lòbul occipital o parietal del cervell, que pot ser originada per diverses malalties, entre les quals s'inclouen els tumors cerebrals, traumatisme crani-encefàlic, accidents vasculars cerebrals, malformacions venoses i l'epilèpsia. A vegades és un efecte secundari d'alguns medicaments, com certs antidepressius., Encara que existeixen diverses teories que intenten explicar els mecanismes fisiològics i bioquímics que ocasionen aquest fenomen, encara no se sap amb certesa quina és la seva causa.